# Erik Sandin
(NOFX - Theme from a NOFX Album - Pump Up the Valuum)
Erik Sandin, soprannominato Smelly (29 luglio 1966), è un batterista statunitense membro della popolare band punk californiana NOFX.

## Biografia
Nel 1983 conobbe infatti uno dei fondatori, Fat Mike, mentre andava in skateboard per Hollywood, dove risiedeva. A causa del suo trasferimento a Santa Barbara, avvenuto due anni dopo, dovette allontanarsi dalla band.
Durante l'assenza di Sandin (che durò solo un anno), la band ebbe altri 2 batteristi (Scott Sellers e Scott Aldahl) finché nel 1986 gli altri componenti non riuscirono a convincere Sandin a rientrare nei NOFX. Notoriamente tossicodipendente dall'eroina nel 1992 prima dell'album White Trash, Two Heebs and a Bean si iscrisse ad un programma di riabilitazione e si disintossicò. Dal sito ufficiale dei NOFX scrive infatti di essersi reso conto che i NOFX erano molto più importanti per lui della droga. La sua disintossicazione è riuscita comunque tanto bene che secondo quanto riporta la stessa band, Sandin attualmente conduce uno stile di vita molto più salutare rispetto a quello degli altri compagni.
In ogni caso dal suo ritorno nel 1986 è diventato il batterista fisso dei NOFX.
Non utilizza un doppio pedale.
Surfista e shaper di tavole con il nome pickle stix